# Nagy tűzlepke
A nagy tűzlepke (Lycaena dispar) a rovarok (Insecta) osztályának lepkék (Lepidoptera) rendjébe, ezen belül a valódi lepkék (Glossata) alrendjébe és a boglárkalepkefélék (Lycaenidae) családjába tartozó faj.

## Előfordulása
A nagy tűzlepke előfordulási területe magába foglalja majdnem egész Európát és Ázsiának a mérsékelt övi részeit, egészen Mongóliáig. Az angliai alfaja kihalt.

## Alfajai
- Lycaena dispar aurata Leech, 1887
- Lycaena dispar batava (Oberthür, 1923)
- Lycaena dispar dahurica (Graeser, 1888)
- †Lycaena dispar dispar (Haworth, 1802)
- Lycaena dispar festiva Krulikowsky, 1909
- Lycaena dispar rutila (Werneberg, 1864)

## Megjelenése
Ennek a lepkének az elülső szárnya 1,8–2,4 centiméter hosszú. A hátulsó szárnyakra fekete szegély jellemző, fonákjuk világos kékesszürke. A nőstény lényegesen sötétebb színű, elülső szárnyain számos fekete pont, hátulsó szárnyain egy-egy sötét mező található.

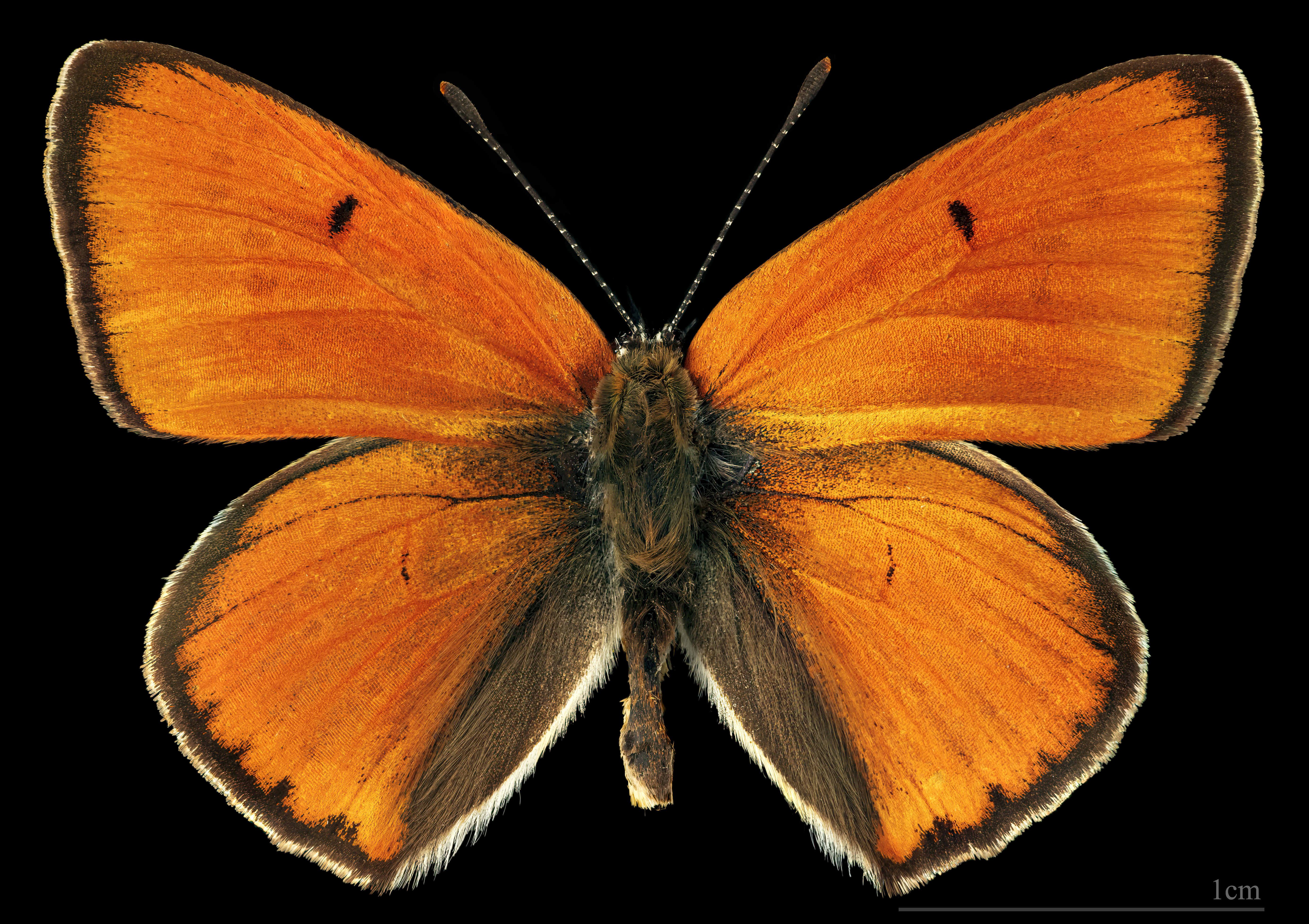
Lycaena dispar  ♂
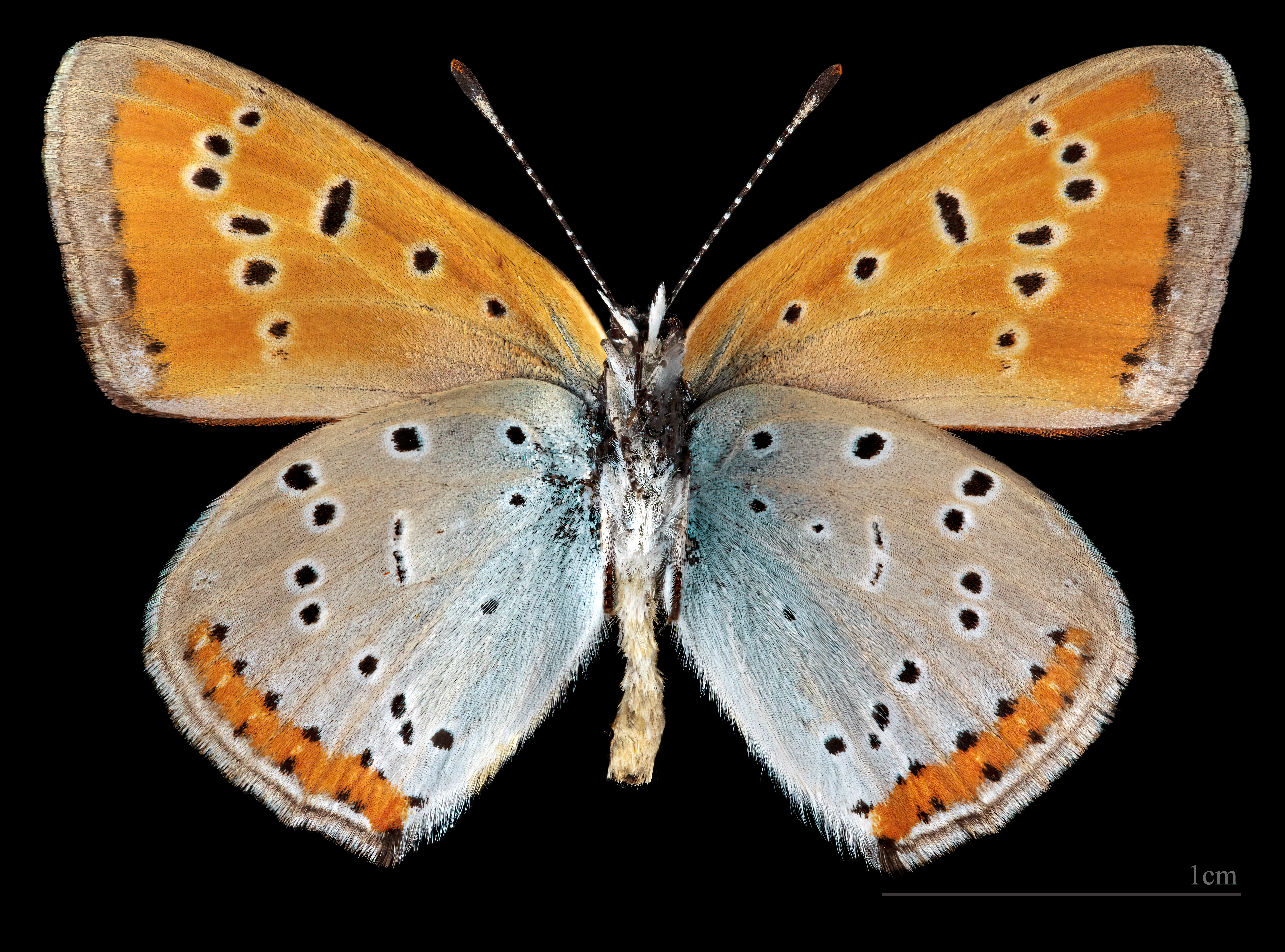
Lycaena dispar  ♂  △
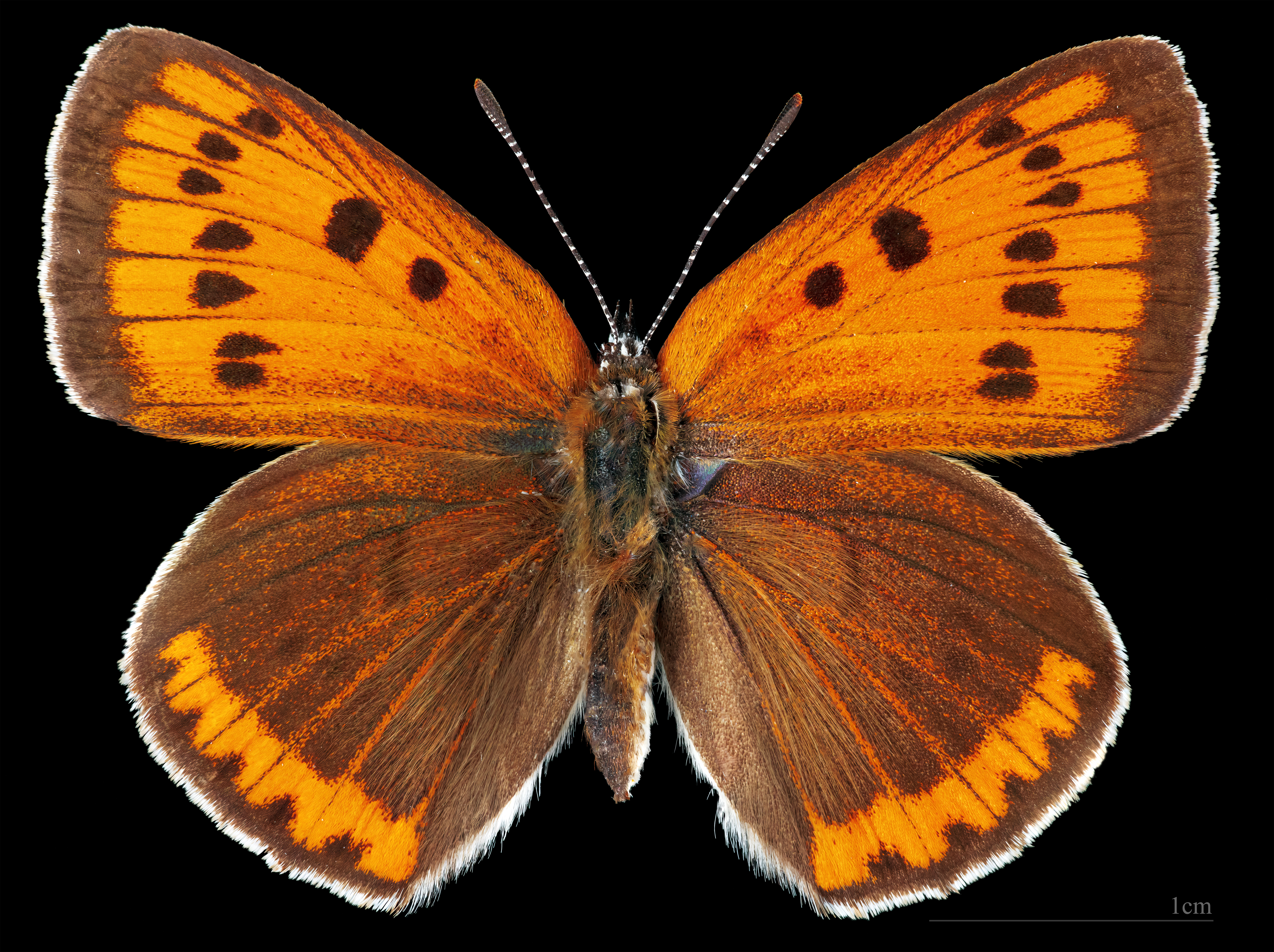
Lycaena dispar  ♀
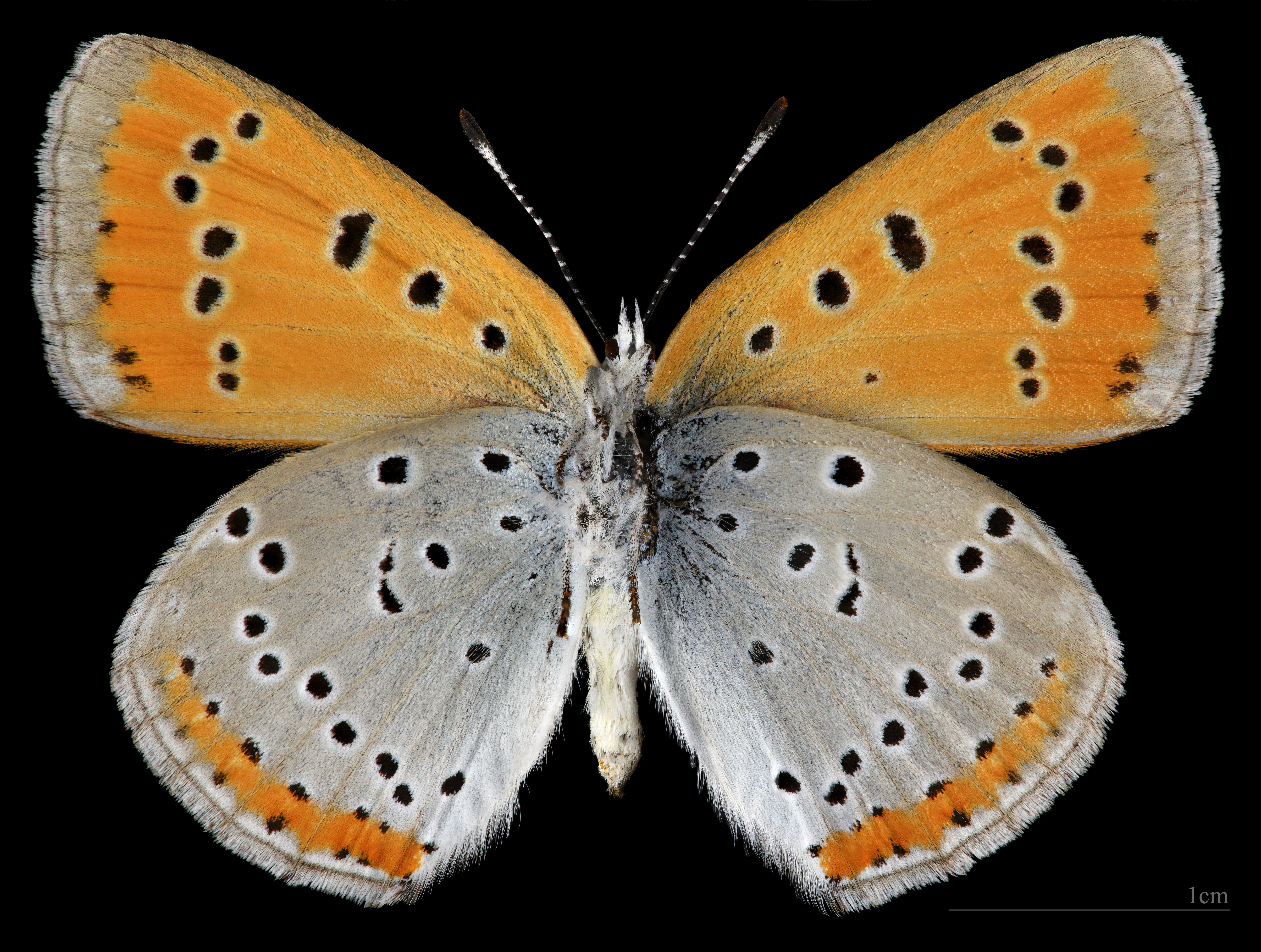
Lycaena dispar  ♀ △

## Életmódja
A nagy tűzlepke nedves rétek és lápok lakója.